# 王康侯 (順治進士)
王康侯，字爾錫，南京鎮江府金壇縣（今江蘇省金壇縣）人，清朝政治人物、進士出身。

## 生平
順治四年，登進士，授河南南陽府南召縣知縣，后升任福建汀州府知府。顺治十六年，任浙江按察使司副使、浙江學政。